# Hieracium floribundum
Hieracium floribundum là một loài thực vật có hoa trong họ Cúc. Loài này được Wimm. & Grab. mô tả khoa học đầu tiên năm 1829.